# Alberto Alberani
Alberto Alberani Samaritani, né le 22 mai 1947 à Florence, est un poloïste international italien qui évolue au poste de gardien de but. Il remporte la médaille d'argent lors des Jeux olympiques d'été de 1976 à Montréal ainsi que le titre de champion du monde en 1978 à Berlin avec l'équipe d'Italie. Il met fin à sa carrière après sa quatrième participation olympique lors des Jeux de Moscou en 1980.

## Palmarès

### En sélection
- Italie
  - Jeux olympiques :
    - Médaille d'argent : 1976.

  - Championnat du monde :
    - Vainqueur : 1978.
    - Troisième : 1975.